# Szpiglasowa Turniczka

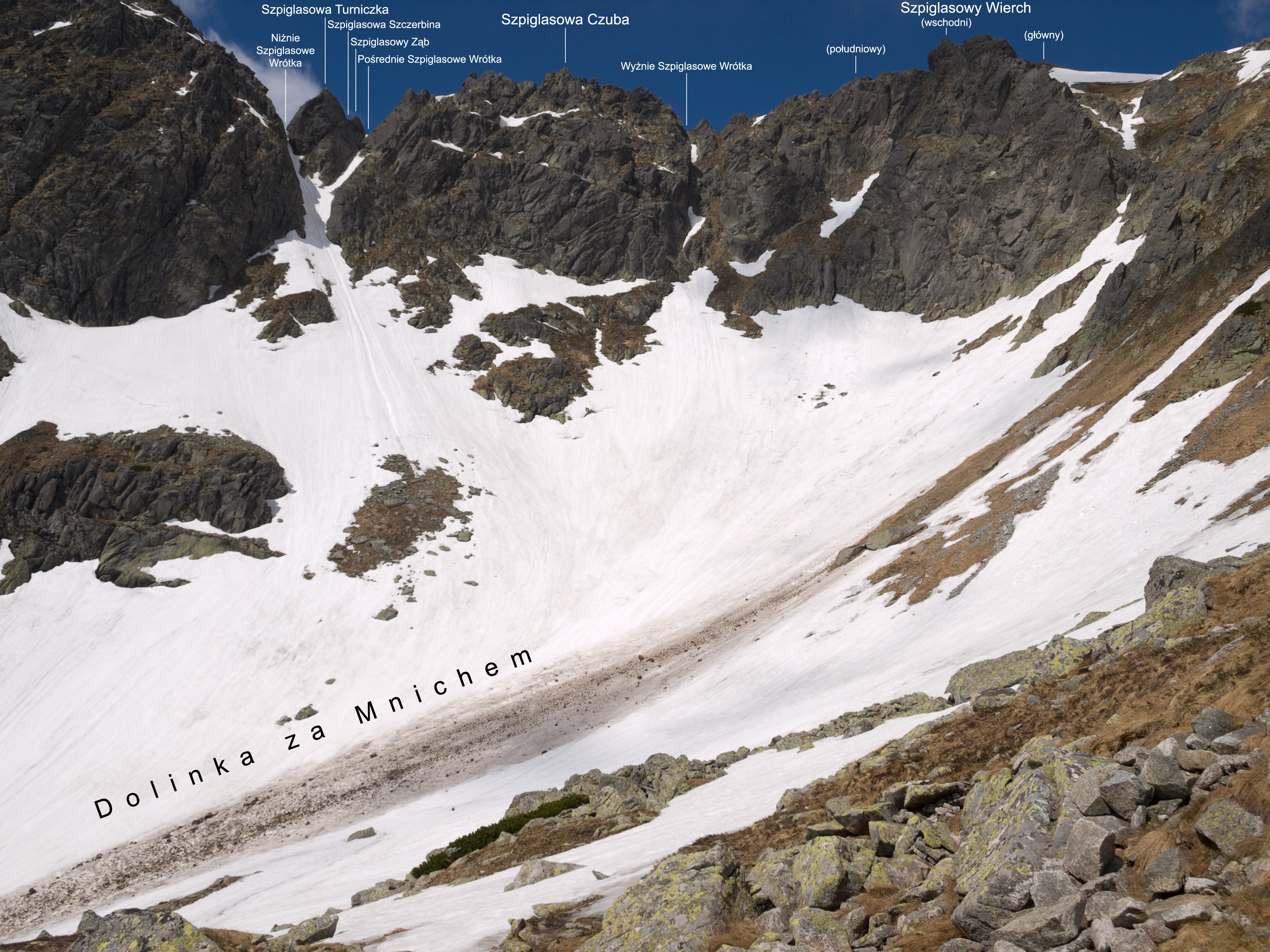
Widok z Doliny za Mnichem

Szpiglasowa Turniczka (słow. Deravá veľička, niem. Löchriges Türmchen, węg. Liptói-tornyocska) – turniczka (ok. 2125 m) w grani głównej Tatr Wysokich, w odcinku zwanym Szpiglasową Granią. Znajduje się w niej pomiędzy Pośrednimi Szpiglasowymi Wrótkami (ok. 2110 m) i Niżnymi Szpiglasowymi Wrótkami (ok. 2110 m). Szpiglasową Granią biegnie granica polsko-słowacka. Północno-wschodnie stoki opadają do polskiej Dolinki za Mnichem, południowo-zachodnie do słowackiej Doliny Ciemnosmreczyńskiej. 
Po raz pierwszy nazwa turniczki pojawiła się na wojskowej mapie w 1988 r. Krzysztof Łoziński używał nazwy Igła w Szpiglasowej Grani. Znana jest także pod nazwą Dziurawa Turniczka.
Szpiglasowa Turniczka jest bardzo podobna do niższego Szpiglasowego Zęba. Obydwie turniczki tworzą jedną płytową całość przeciętą skośną szczeliną. Ich płytowa ściana opadająca w widły dwóch żlebów do Doliny za Mnichem ma wysokość około 40 m. Również na słowacką stronę opadają litą,  płytową ścianą, ale niższą (ok. 20 m). Pierwsze przejście ich granią – Janusz Mączka 27 lipca 1966 roku podczas przejścia całej Szpiglasowej Grani. Przejście to nie jest zbyt trudne (II, miejscami III w skali tatrzańskiej), jednak w ostatnich latach zdarzyły się na nim 3 śmiertelne wypadki. Jeden z nich właśnie pod Szpiglasowym Zębem i Szpiglasową Turniczką. Upamiętnia go zamontowany pod nimi krzyż. 
Przejście granią obydwu turniczek to III stopień trudności, możliwe jest więc tylko dla taterników. Można jednak turniczki obejść po słowackiej stronie. Obecnie  Szpiglasowa Grań i jej ściany są wyłączone z uprawiania turystyki i taternictwa. 

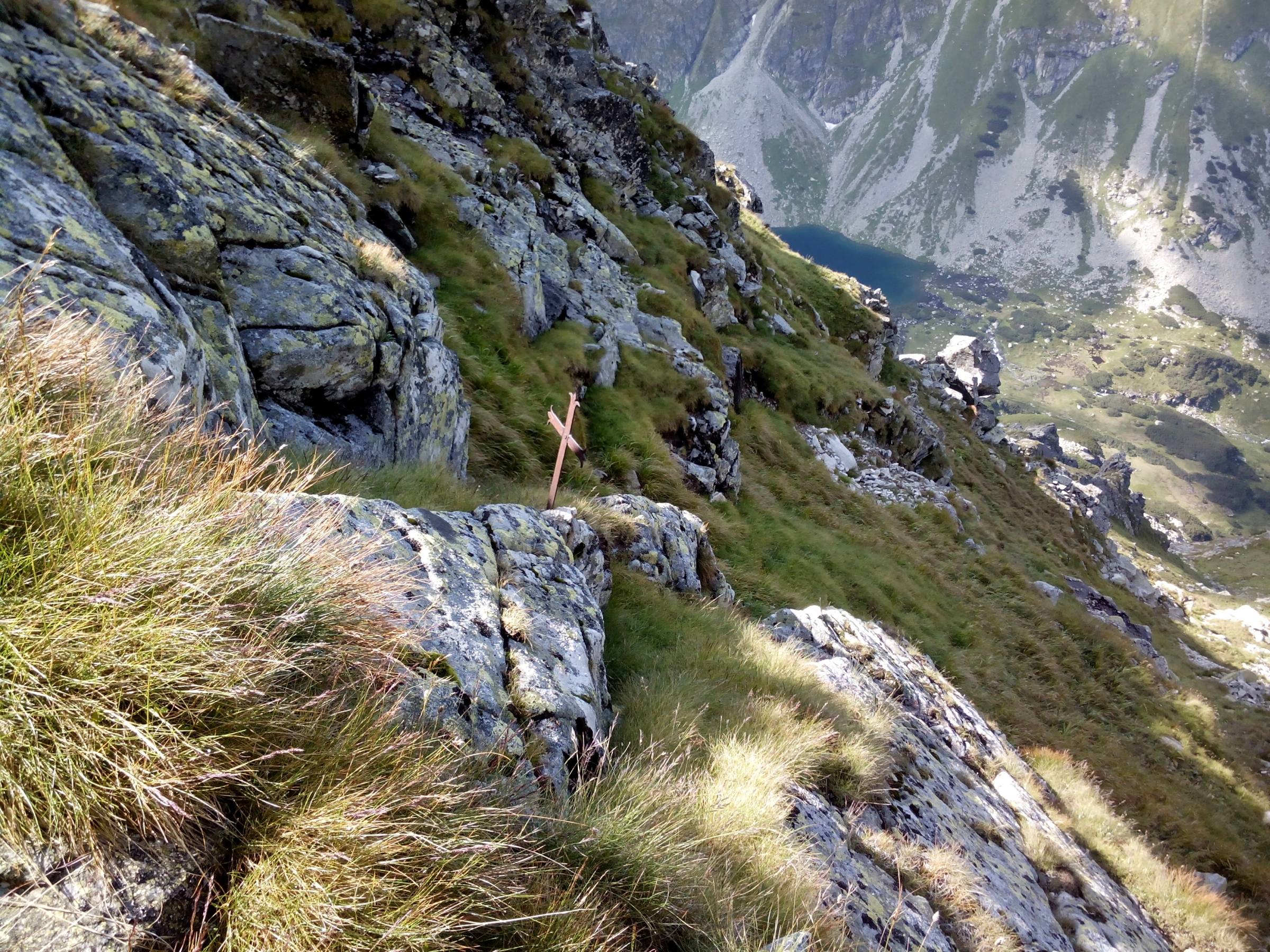
Krzyż pod Szpiglasową Turniczką